# همیشه قهرمان (آلبوم)
«همیشه قهرمان» آلبومی از گروه موسیقی آلترناتیو راک ¡آل-تایم کوارتربک! است.